# Michel Remery
Michel Petrus Remery (Voorburg, 4 januari 1973) is een Nederlands schrijver,  ingenieur,  theoloog en priester.

## Levensloop

### Studie
Remery studeerde bouwkunde aan de TU Delft. Hierna studeerde hij theologie en filosofie aan de Pauselijke Universiteit Gregoriana in Rome waar hij in 2008 een proefschrift over de relatie tussen liturgie en architectuur voltooide. In 2004 ontving hij zijn priesterwijding.

### Loopbaan
Remery begon zijn loopbaan bij de Koninklijke Luchtmacht en als expat voor ingenieursbureau Bilfinger Tebodin in de Baltische Staten. In 2006 werd hij benoemd tot kapelaan van de parochies Sint Lodewijk, Sint Petrus en O.L.V. Hemelvaart - Sint Joseph in Leiden. Tevens werkte hij hier met jongeren en studenten. Hij organiseerde daarbij bedevaarten naar onder andere Suriname, Rome, het Heilige Land, Polen en Turkije en nam meerdere malen deel aan de Wereldjongerendagen. Na zijn vertrek uit Leiden in 2012 ging hij werken als Vice Secretaris Generaal van de Raad van Europese Bisschoppenconferenties (CCEE) in Sankt Gallen. Daarnaast is hij nationaal verantwoordelijke voor het jongerenpastoraat. In 2014 richtte hij het internetproject "Twitteren met GOD" op, waar hij uitleg geeft over het geloof. Ook bracht hij een groot aantal publicaties uit, waaronder een boek over de bouwwerken van de Leidsche architectenfamilie Van der Laan.